# Ferro 3 - La casa vuota
Ferro 3 - La casa vuota (hangŭl: 빈 집; Bin jipLR) è un film del 2004 diretto da Kim Ki-duk.
Il film, vincitore del Premio speciale per la regia, è stato presentato alla 61ª Mostra internazionale d'arte cinematografica di Venezia, in concorso come "film a sorpresa", e il suo titolo è stato rivelato solo a rassegna iniziata.

## Trama
La storia narra di un ragazzo (il cui nome, Tae-suk, non viene mai pronunciato nel corso della vicenda) senza fissa dimora che ha l'abitudine di introdursi nelle case degli altri e viverci come se ne fosse il padrone: cura le piante, lava i panni sporchi, i piatti, utilizza uno degli spazzolini che trova e ripara gli oggetti rotti, andandosene prima del ritorno dei proprietari, per passare poi ad un'altra abitazione.
In una delle case in cui si introduce, una residenza piuttosto lussuosa, egli non si accorge della presenza di Sun-hwa (anche il suo nome rimane ignoto al pubblico), una giovane donna vittima di un marito violento. La ragazza, nascosta, si limita ad osservarlo impaurita fino a che, capendo che non ha niente da temere da Tae-suk, gli rivela la propria presenza. Il marito, al suo rientro, approccia con prepotenza Sun-hwa, ma Tae-suk ne richiama l'attenzione facendosi trovare in giardino con aria di sfida: prima che il padrone di casa possa avvisare le forze dell'ordine, viene punito da Tae-suk, che lo bersaglia violentemente con delle palline da golf (colpite con la mazza ferro 3, che dà il titolo al film) per poi allontanarsi in moto con Sun-hwa.
Comincia così una fuga romantica in cui i due personaggi continuano ad abitare abusivamente case altrui. In una di queste, che pensavano disabitata, trovano morto l'anziano proprietario, vittima in effetti di un tumore ai polmoni; Tae-suk lo seppellisce in giardino con amorevole cura e dedizione. All'arrivo del figlio del proprietario, allarmato perché il padre non rispondeva al telefono, i due vengono sorpresi e l'idillio si interrompe. La polizia, convinta che Sun-hwa sia stata rapita, come raccontato loro da suo marito, arresta solo il ragazzo, che si vede anche costretto a subire le vessazioni cui lo sottopongono il comandante incaricato delle indagini ed il marito di Sun-hwa, che corrompe quest'ultimo per essere libero di infierire su Tae-suk. Ma il ragazzo, che non sembra in grado di parlare, non proferisce parola e non si piega; successivamente, in cella, comincia ad allenarsi per sviluppare una tecnica di illusionismo che fa sì che, sfruttando i punti morti del campo visivo umano, lui sembri invisibile. Grazie a questa straordinaria tecnica, Tae-suk riesce a simulare più volte la sua sparizione dalla cella, senza mai evadere. Una volta rilasciato ritorna nella casa di Sun-hwa, che subito si accorge della sua presenza: grazie alla complicità della ragazza può finalmente vivere con lei e baciarla, letteralmente, "alle spalle" del marito, ignaro della presenza del giovane e convinto che le attenzioni ed il buonumore della sua sposa siano per lui.

## Titolo
Il ferro 3, inserito per volere del regista nei titoli tradotti, si riferisce alla mazza da golf usata dal protagonista, statisticamente la mazza meno usata nel gioco.